# Hatesphere

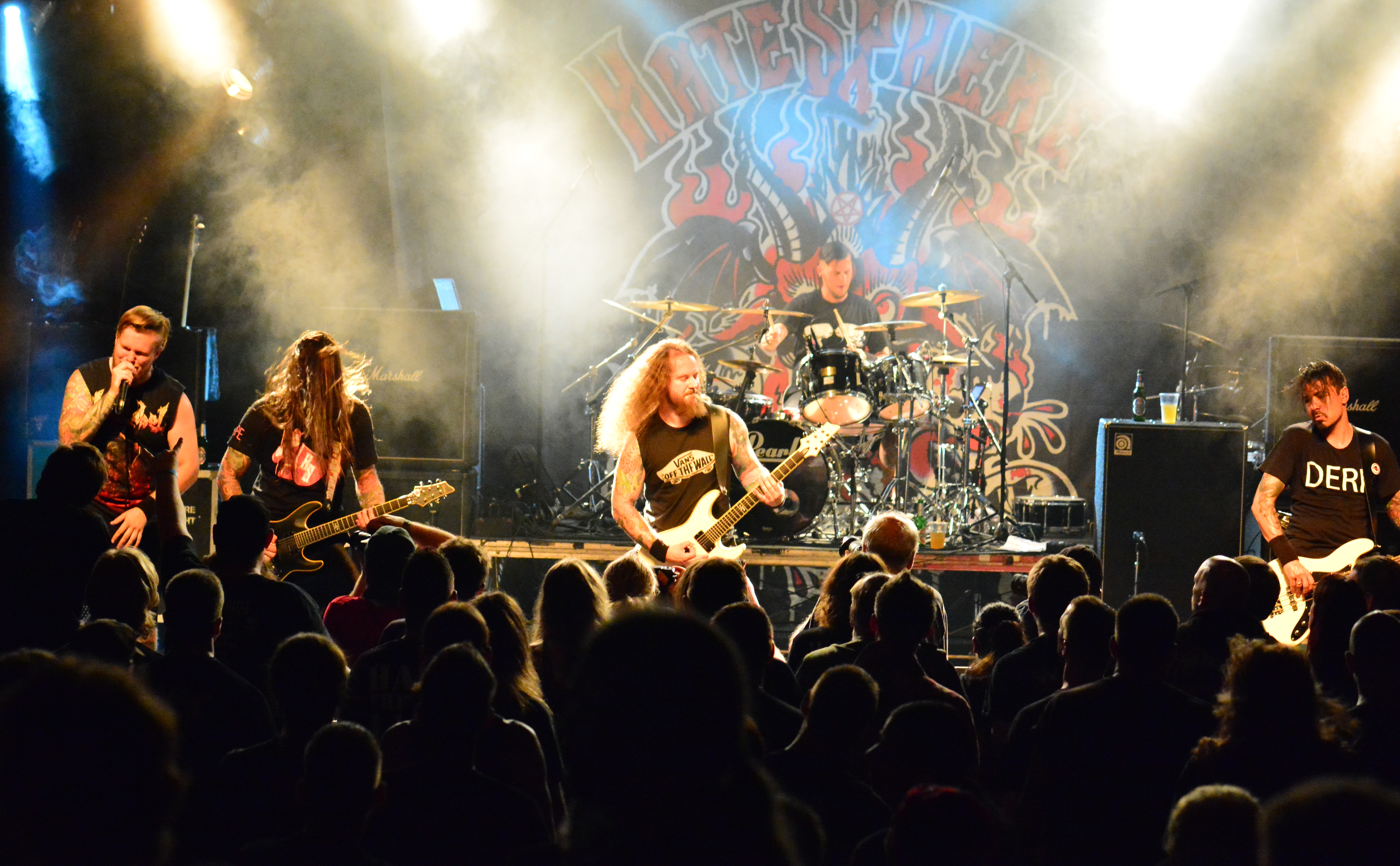
Hatesphere in 2014

HateSphere is een Deense melodische-deathmetalband die ontstond in 2001, toen ze hun eerste album uitbrachten. De melodieën en agressiviteit van hun muziek brachten hen aan de top van de Deense metalscène. 
In 2002 verscheen hun tweede studioalbum, Bloodred Hatred. Dit album won de Deense metalprijs voor beste album. 
Na dit album toerden ze met onder andere The Haunted, Testament, Mnemic en Mastodon. 
Na deze tournee keerden ze terug naar de studio om de mini-cd Something Old, Something New, Something Borrowed and Something Black op te nemen. 
In 2003 kregen ze hun tweede grote prijs, namelijk die van beste liveband. Hun derde album, Ballet Of The Brute, was nog agressiever dan voordien, maar de typische melodieën waren er nog wel steeds in verwerkt.
Voor de daaropvolgende tournee gingen ze mee met Exodus.
Voor het uitbrengen van het werk The Sickness Within werden ze genomineerd in vijf categorieën en wonnen ze prijzen voor album van het jaar en beste productie.

## Huidige leden
- Peter "Pepe" Lyse Hansen – gitaar (sinds 2000)
- Jakob Nyholm – leadgitaar (sinds 2007)
- Dennis Buhl – drums (sinds 2007)
- Mixen Lindberg – basgitaar (sinds 2007)
- Esben “esse” Hansen - vocals

## Voormalige leden
- Niels Peter "Ziggy" Siegfredsen (2000-2002) - gitaar
- Morten Toft Hansen (2000-2003) - drums
- Anders Gyldenøhr (2003-2007) - drums
- Henrik "Heinz" Bastrup Jacobsen (2002-2007) - gitaar
- Jacob "Dr. J" Bredahl (2000-2007) - zang
- Mikael Ehlert Hansen (2000-2007) - bas
- Jonathan "Joller" Albrechtsen – zang (2007-?)

## Discografie
- Hatesphere
- Bloodred Hatred
- Something Old, Something New, Something Borrowed and Something Black
- Ballet Of The Brute
- The Killing (ep)
- The Sicness Within
- Serpent Smiles and Killer Eyes
- To The Nines